# Trenčianske Stankovce
Trenčianske Stankovce es un municipio del distrito de Trenčín en la región de Trenčín, Eslovaquia, con una población estimada a final del año 2024 de 3404 habitantes.
Se encuentra ubicado en el centro-norte de la región, cerca del río Váh (cuenca hidrográfica del Danubio) y de la frontera con la República Checa.

## Demografía
| Año        | 1994 | 2004     | 2014    | 2024    |
| ---------- | ---- | -------- | ------- | ------- |
| Población  | 2676 | 2998     | 3155    | 3404    |
| Diferencia |      | +12,03 % | +5,23 % | +7,89 % |

| Año        | 2023 | 2024    |
| ---------- | ---- | ------- |
| Población  | 3435 | 3404    |
| Diferencia |      | −0,90 % |